# Ноинский, Адам Иванович
Адам Иванович Ноинский (1785—1853) — российский юрист, воронежский губернский прокурор, член Совета военного министра; генерал-аудитор; тайный советник.

## Биография
Родился 5 (16) января 1785 года (по другим данным — в 1782 году), происходил из дворян польской шляхты. Дворянский род Ноинских связан родственными отношениями с польскими дворянскими родами Гонсиоровских, Шанявских, а также — с княжеским родом Кольцовых-Масальских, дворянами Базилевичами, Могилатовыми, Пипиными, Фере, де-Роберти, баронским  родом Клейст и др. 
Начал службу 3 апреля 1795 года подканцеляристом в Могилёвской римско-католической духовной консистории; в августе 1798 года переименован в канцеляристы, а 3 октября 1799 года был переведён на должность письмоводителя в римско-католический департамент Юстиц-коллегии, где 31 декабря 1801 года был произведён в коллежские регистраторы. Спустя год, c 11 декабря 1802 года, по прошению, был переведён в комитет для поверхностного обозрения дел по всеподданнейшим жалобам, принесённым на решения Правительствующего сената. Когда же комитет закончил все свои дела, Ноинский с 17 октбяря 1804 года был переведён повытчиком во временный апелляционный департамент Правительствующего сената; 31 декабря того же года произведён в губернские секретари. По упразднении в 1805 году временных департаментов сената, с 15 февраля 1805 года был определён в Департамент Министерства юстиции. С оставлением при этом департаменте, с 18 апреля 1806 года был назначен и. д. переводчика в Комиссии составления законов; 31 декабря 1806 года произведён в титулярные советники. В октябре 1807 года командирован к тайному советнику Тейльсу для поручений по образованию Белостокской области. В марте 1808 года командирован в Брест-Литовский в помощь правителю Белостокской области, статскому советнику С. А. Щербинину, производившему следствие о провезённых через таможню запрещённых товарах.
С 1808 года — помощник столоначальника 1-й экспедиции Департамента Министерства юстиции; 31 декабря 1810 года произведён в коллежские асессоры. С 30 ноября 1812 года, более трёх лет Ноинский занимал должность прокурора Воронежской губернии. По представлению сенатора Хитрово, ревизовавшего в 1815 году Воронежскую губернию, Ноинский 29 апреля 1815 года был произведён в надворные советники. 
В составе Главного штаба Его Императорского Величества, образованного высочайшим именным указом от 12 ноября 1815 года, учреждалась должность дежурного генерала. В управление последнего входили и все предметы Инспекторского департамента Военного министерства, и часть судная. «Для исправления дел собственно при дежурном генерале» возникла специальная канцелярия. С 12 декабря 1815 года Ноинский был определён в Канцелярию дежурного генерала Главного штаба Его Императорского Величества. С этого времени служба Ноинского проходила в военном ведомстве.
В связи с утверждением нового штата Инспекторского департамента Главного штаба, с 3 марта 1816 года он был назначен правителем Канцелярии дежурного генерала. Эту должность Ноиский занимал до 25 января 1829 года;  с 12 декабря 1819 года — военный советник; 30 августа 1823 года был награждён бриллиантовым перстнем; 7 февраля 1824 года пожалован в чин 5-го класса; в апреле 1825 года вновь пожалован бриллиантовым перстнем с вензелевым изображением имени Его Императорского Величества; 22 августа 1826 года произведён в действительные статские советники. Сверх занимаемой должности, в 1828 году, когда часть канцелярии начальника Главного штаба Его Величества была отправлена в поход против Турции, с 30 мая по 9 ноября 1828 года Ноинский управлял частью, оставшейся в Санкт-Петербурге, исполняя одновременно и обязанности правителя канцелярии дежурного генерала. 
С 24 января по 27 марта 1829 года Ноинский исправлял должность директора канцелярии военного министра, за что вновь был пожалован бриллиантовым перстнем с вензелевым изображением имени Его Величества.  
С 5 апреля 1829 года он был назначен членом Совета военного министра. В его состав входили 5 директоров департаментов Военного министерства, 4 непременных и 2 временных члена, назначаемых императором из генералитета. Совет был упразднен в связи с реорганизацией военного управления. Одновременно Ноинский был назначен председателем Строительной комиссии при военном министре. С 23 февраля 1830 года был назначен генерал-аудитором Главного штаба Его Императорского Величества, с оставлением членом Совета военного министра. Звание и должность генерал-аудитора того времени соответствует званию и должности главного военного прокурора последующего времени.    
С 1 мая 1832 года, согласно утверждённому Николаем I «Проекту образования Военного министерства», при министерстве учреждался Генерал-аудиториат для ревизии следственных и военно-судных дел, а также «постановления по ним окончательных приговоров». Генерал-аудиториат состоял из председателя — генерал-аудитора и членов, избираемых императором. Присутствие Аудиториатского департамента Главного штаба Его Величества упразднялось, а сам департамент ставился в непосредственную зависимость от военного министра. Директором департамента являлся генерал-аудитор. Аудиториатский департамент должен был вести делопроизводство Генерал-аудиториата, а также заниматься вопросами личного состава и управления военно-судного ведомства. Структура департамента оставалась прежней.  В связи с упразднением Совета военного министра, и образованием Военного совета, заведовавшего хозяйственной частью Военного министерства, с 1 января 1833 года Ноинский был выведен за штат совета, с оставлением в должности генерал-аудитора; 18 апреля 1837 года был произведён в тайные советники. Портрет тайного советника А. И. Ноинского, написанный академиком живописи И. Ф. Хруцким, в 1839 году был представлен на выставке Академии художеств.  
На должности генерал-аудитора, возглавляя Аудиториатский департамент Военного министерства, Ноинский служил по 22 марта 1853 года. Возглавляя канцелярию дежурного генерала, а затем генерал-аудиториат, ведавший всеми военно-судными делами, Ноинский был непосредственным участником всех громких событий и связанных с ними судебных процессов в России первой половины XIX века: восстания декабристов, убийства на дуэли А. С. Пушкина и М. Ю. Лермонтова, ссылки Т. Г. Шевченко, дела петрашевцев и многих др.   
По воспоминаниям современников, Ноинский «знал свое дело хорошо; но был суров и горд с подчиненными. Звание генерал-аудитора было соединено с званием директора аудиторского департамента. Все чиновники боялись его и смотрели на него как на своего кумира. Аккуратность во всем и строгость без милости были его принципом по службе. Но и этот представитель военно-судебной власти, так усердно исполнявший свою обязанность, не избегнул под конец жизни той кары, которые он привык щедро рассыпать на мелких своих подчиненных <…> Однажды в генерал-аудиториате (ныне главный военный суд) решалось дело о каком-то штабс-капитане. Аудиториат во всеподданнейшем докладе ходатайствовал о смягчении подсудимому наказания во внимание к долголетней его службе. Государь Николай Павлович посмотрел в послужной список, приложенный в копии к докладу, и нашел, что офицер по летам очень молод и не мог долговременно служить, если бы даже начал со дня рождения. Ошибка в летах оказалась в копии списка, которая подписана генерал-аудитором и скреплена начальником отделения. Замечательно, что копию эту должны были проверять помощник столоначальника, столоначальник, начальник отделения, вице-директор, директор и секретарь министра. Никто из них не заметил описки в летах подсудимого. Только император увидал! Зато и досталось же за эту описку. Высочайше повелено: тайного советника Ноинского арестовать на два дня, начальника отделения Вознесенского – на неделю и т. д. всем чинам в прогрессивной пропорции. Впрочем, А. И. Ноинский просидел на дворцовой гаубтвахте менее суток. Все-таки отдал, так сказать, дань своему ведомству»
Скончался 22 марта (3 апреля) 1853 года в С.-Петербурге. Похоронен в часовне на кладбище села Городовик Порховского уезда. Исключён из списков 29 марта 1853 года.

## Награды
- Орден Святого Владимира 4 степени (11.09.1811)
- Орден Святой Анны 2 степени (2.12.1816; алмазные знаки к этому ордену пожалованы 01.01.1822)
- Бриллиантовый перстень (30.08.1823)
- Орден Святого Владимира 3 степени (12.12.1823)
- Бриллиантовый перстень с вензелевым изображением имени Его Величества (2.04.1825)
- Орден Святой Анны 1 степени (6.12.1828; императорская корона к этому ордену пожалована 22.08.1831)
- Бриллиантовый перстень с вензелевым изображением имени Его Величества (25.03.1829)
- Знак отличия «Беспорочная служба XXV» (22.08.1829)
- Особенная высочайшая благодарность за труды, по званию председателя Строительной комиссии по дому Военного министерства (24.12.1830)
- Орден Святого Владимира 2 степени (22.04.1834)
- Монаршее благоволение за отличные и постоянно-усердные труды по управлению вверенным ему Аудиторским департаментом (29.03/01.04.1836)
- Орден Белого орла (26.03.1839)
- Табакерка, украшенная алмазами и портретом императора Николая I (31.03.1842)
- Знак отличия «Беспорочная служба XL» (22.08.1843)
- Именной высочайший рескрипт с выражением признательности и благоволения Николая I, за труды по 14-летнему управлению Аудиторским департаментом (26.03.1844)
- Орден Святого Александра Невского (3.04.1845)

## Семья
Жена — Анна Ильинична (25.08.1800 или 1802—11.07.1841), урождённая Ефименкова, дочь коллежского советника Ильи Николаевича Ефименкова. Отец служил советником Астраханской казённой палаты, с 16 (28) августа 1817 назначен астраханским вице-губернатором; пожалован кавалером ордена Св. Владимира 4 степени (23.12.1808), за труды по прекращению эпидемии в Астраханской губернии. Мать — коллежская советница Евдокия (Авдотья) Андреевна Ефименкова. Сестра — Александра Ильинична Базилевич (1799—11.06.1843), была женой артиллерии ген.-майора А. И. Базилевича. В сентябре 1843 года тайный советник А. И. Ноинский был утверждён, согласно двух духовных завещаний А. И. и А. И. Базилевичевых, опекуном над их малолетними детьми и недвижимым имением, находившимся в их общем владении, состоящего: в разных сёлах и деревнях Епифанского и Крапивенского уездов Тульской губ., в коих было 1383 крепостных душ муж. пола; в сельце Заветеве, Звенигородского уезда Московской губ., в коем 69 крепостных душ муж. пола; двух домов в Москве, в Арбатской части и в Петровском парке; движимого имущества на сумму 10 000 руб. серебром; капитала, в билетах Государственного банка, на сумму 8 700 руб. серебром, — а всего цена наследству объявлена, по совести, в размере 222 600 руб. серебром.          
До замужества А. И. Ноинская была помещицей Петровского уезда, Саратовской губернии: за ней родовое недвижимое имение, состоящее в деревнях Шишковке, Мартыновке и Тарумовке, — в коем, по 7-й ревизии — 1815 года, было 282 крепостные души обоего пола. Имение было приданым А. И. Ефименковой в браке с А. И. Ноинским. По двум купчим, от 16 марта 1825 года, совершенным во 2 департаменте С.-Петербургской палаты гражданского суда, саратовское имение она продала коллежскому советнику  Семёну Ивановичу Киндякову и его жене — Наталье Васильевне; новыми владельцами 30 апреля 1825 года купчие явлены в Петровском уездном суде. Вместе с сестрой Александрой, А. И. Ноинская была владелицей деревянного дома, состоящего в 1-й части г. Кизляра — наследство от отца. По купчей от 30 июля 1840 года, совершенной в Кизлярском окружном суде Кавказской области, сёстры продали тот дом кизлярскому армянскому протоиерею Стефану (Степану) Баласанову, за 1 342 р. 85 к. серебром. Умерла в С.-Петербурге от туберкулеза. Была похоронена на Большом Охтенском кладбище.      
Их дети:      
- Илья (1820—2.08.1829).
- Александра Адамовна Пипина (1824—1899) — инженер-полковница. Помещица родового имения — с. Крутец, Городовицкой волости, Порховского уезд. С 2 июня 1848 года[12] была замужем за 40-летним инженер-подполковником Корпуса корабельных инженеров Александром Ивановичем Пипиным (1808—06.06.1874), проектировавшего и строившего паровые колёсные фрегаты для Балтийского флота, впоследствии инженер-полковником[13]. Их дети: Николай (30.12.1853—не ранее 1915)  — полковник Генерального штаба, предводитель дворянства и почётный мировой судья Порховского уезда Псковской губ.; призванный из запаса начальник штаба 1-го корпуса государственного ополчения[14], с 15 (28) октября 1914 по 30 мая (12 июня) 1915: утверждён в той генеральской должности с 17 (30) ноября 1914, с переименованием в зауряд-генерал-майоры; отчислен от должности, по болезни, с 30 мая (12 июня) 1915, с переименованием в прежний чин полковника[15]; подкидыш Александр[16] (21.07.1850[17]—?), его восприемниками выступили крестный отец — дед А. И. Пипина, отставной титулярный советник Иван Яковлевич Пипин (?—23.06.1859), и крестная мать — Александра Адамовна Пипина[18]; служил учителем Царевококшайского уездного училища, губернский секретарь.
- баронесса Надежда Адамовна фон Клейст (22.10.1825[19]—1.01.1907) — гвардии подпоручица. С 30 августа 1867 года[20] в Париже вышла замуж за отставного гвардии подпоручика, курляндского дворянина, барона Людвига Эвальда фон Клейста[21] (1.04.1823—3.07.1893). Поручители по жениху: майор Александр Михайлович Федоров и полковник А. Е. Фрезе; по невесте: подполковник Корпуса инженеров путей сообщения Николай Ефремович Адамович[22] и генерал-майор Романов. Помещица родового имения — с. Дно, Дновской волости, 2 стана, Порховского уезда. Наследница родового дома в С.-Петербурге.
- княгиня Елизавета Адамовна Кольцова—Масальская (28.08.1828—09.08.1859) — штабс-капитанша. С 25 мая 1849[23] была замужем за прапорщиком Владимирского пехотного полка, состоящим в должности адъютанта генерал-кригскомиссара Военного министерства, князем Николаем Александровичем Кольцовым-Масальским[24] (17.07.1823—10.07.1895), его вторая жена[25]. Одним из поручителей жениха был камер-юнкер, надворный советник В. А. Цеэ, вторым поручителем жениха — подполковник Корпуса корабельных инженеров Александр Иванович Пипин. Умерла от послеродовых осложнений. Их дети: Валерия Бравура[26] (4.03.1850—15.02.1886); Ольга (27.06.1851—31.03.1941)[27];  Мария (10.06.1853—после 1918)[28]; Ерлиония (Эрминия) Жукова[29] (26.06.1854—ноябрь 1904[30]); Анна Коваленская[31] (9.11.1856—после 10.11.1908); Николай (16.07.1859—7.05.1913)[32]. Овдовев во второй раз, отставной штабс-капитан князь Н. А. Кольцов-Масальский третьим браком с 15 апреля 1862 женился на 25-летней девице  Александре Илларионовне Окуневой (1837—1892), дочери тамбовского вице-губернатора, действительного статского советника Иллариона Александровича Окунева (1805—1892). В третьем браке имел сына — Георгия (18.04.1863—1914)[33].
- Николай (19.05.1830—18.12.1845) — паж. Состоял общим кандидатом Пажеского корпуса. По достижении 15-летнего возраста, в том же — 1845 году, высочайшим повелением переведён из числа кандидатов Пажеского корпуса в число общих пажей, с сохранением им права определиться в Школу гвардейских подпрапорщиков и кавалерийских юнкеров, или явиться, по достижении узаконенного 17-летнего возраста, в Пажеский корпус, на экзамен для получения офицерского чина.
- Ольга Адамовна де Роберти (22.05.1831—не ранее 25.01.1899) — действительная статская советница. С 31 января 1854 года[34] была замужем за чиновником особых поручений Департамента духовных дел иностранных исповеданий Министерства внутренних дел, надворным советником А. А. де Роберти (1824—23.04.1909), впоследствии цензором С.-Петербургского цензурного комитета, действительным статским советником. Одним из поручителей жениха был служащий в канцелярии с.-петербургского военного генерал-губернатора коллежский асессор Николай Петрович Могилатов, воспитанник харьковского пансиона А. И. де Роберти, отца жениха; одним из поручителей невесты был отставной штабс-капитан князь Николай Александрович Кольцов-Масальский. Их дети: капитанша Калерия Вакуэр-Падери (3.01.1855—?), с 24 февраля 1880 года во Флоренции вышла замуж за 35-летнего капитана итальянского Генерального штаба и кавалера Людвига Вакуэр-Падери[35]; Екатерина (18.07.1856—?).
- Лидия Адамовна Могилатова (1833—не ранее 11.04.1913) — действительная статская советница. Помещица роового имения — с. Мартениха, Городовицкой волости, 1 стана, Порховского уезда. С 12 февраля 1856 года[36] была замужем за надворным советником (4.12.1853) Николаем Петровичем Могилатовым (1824—18.08.1878). Одним из поручителей невесты был камер-юнкер, статский советник В. А. Цеэ. Муж — коллежский советник с 5.06.1856, в той же должности чиновника особых поручений при с.-петербургском военном генерал-губернаторе. Впоследствии статский советник, член общего присутствия Духовно-учебного управления при Святейшем Синоде;  в том же чине — статского советника, утвержден мировым посредником[37] и почётным мировым судьей[38] Порховского уезда Псковской губернии; в том же чине — статского советника, с 9 июня 1867 назначен членом общего присутствия Хозяйственного управления при Святейшем Синоде и состоял в той должности до кончины[39]; с 20.04.1869 — действительный статский советник.  Их дети: Николай (6.02.1860—?); Мария Холодовская (?—1941)[40], жена генерал-лейтенанта И. И. Холодовского, свояченица композитора И. Ф. Стравинского, принимавшая «самое активное участие в хлопотах, связанных с рождением» великого композитора. Один из её сыновей, штабс-капитан лейб-гвардии Преображенского полка Юрий Иванович Холодовский, за подвиги в сражениях Первой мировой войны пожалован Георгиевским кавалером, был дважды ранен и пал в бою.
- Пётр (28.10.1836—1916) — полковник, коллекционер, общественный деятель. Из камер-пажей Пажеского корпуса с 16 июня 1856 выпущен корнетом в лейб-гвардии Гродненский гусарский полк. Участник усмирения Польского мятежа 1863—1864:  из поручиков с 23.04.1861 в штабс-ротмистры; из штабс-ротмистров с 17.04.1863 пожалован в ротмистры 4-го эскадрона; за дело от 2.04.1863, при деревне Буде-Заборовской, под Варшавой, пожалован орденом Святой Анны 3 степени с мечами и бантом; из гвардии ротмистров, с 10 марта 1868 уволен в отставку, по болезни, с чином полковника и с мундиром. После отставки некоторое время служил в Государственном Дворянском земельном банке, с 1908 — член О-ва взаимного кредита С.-Петербургского уездного земства. Занимался коллекционированием, реставрацией и куплей—продажей картин, книг, произведений искусства и художественных изделий, мебели. Состоял в переписке с художниками Н. Е. Сверчковым, М. А. Потаповым[41], И. И. Мацкевичем[42] и др. Переводил сочинения европейских  авторов о военных науках, которые остались в рукописях. Вёл дневник. После смерти сестры — баронессы Н. А. Клейст, наследовал родовое псковское имение — село Дно, и родовой дом в С.-Петербурге, на наб. р. Фонтанки. Занимался общественной деятельностью. С 12 декабря 1906 —член Коломенского комитета партии «Союза 17 октября», в 1910 принимал участие в организации выборов в Государственную думу третьего созыва, в 1915 — в Петроградскую городскую думу. В 1910-х годах деятельный член Порховского сельскохозяйственного о-ва, Дновского железнодорожного собрания, порховского уездного земства. С началом Первой мировой войны — деятельный член Дновского комитета попечения о раненых. Гражданский брак — германская подданная Амалия Фёдоровна Песлак (Пезлак), экономка имения Дно. Состоял в переписке с двоюродным братом — гвардии капитаном, впоследствии статским советником Иваном Александровичем Базилевичем (1828—1894), епифанским уездным предводителем дворянства с 1861 по 1866 год; племянником — Андреем Ивановичем Базилевичем (1872—?), в 1910-х годах служившего по ведомству Государственного коннозаводства; двоюродным братом — действительным статским советником Захаром Антоновичем Ноинским и др. родственниками.

## Коммерческая и общественная деятельность
С 1816 по 1853 год Ноинский состоял членом привилегированного С.-Петербургского Английского собрания (Английского клуба), с 1828 по 1830 год — его старшина.
Адам Ноинский был крупным помещиком Порховского и Новоржевского уездов Псковской губернии, где ему принадлежало недвижимое имение, состоящее из полусотни сёл и деревень, в котором было свыше шести тысяч крепостных крестьян обоего пола. Владел винокуренным, кожевенным, лесопильным заводами. Получал доходы, переводя крестьян на денежный оброк и предоставляя им возможность заниматься отходническими промыслами, включая речную торговлю. Некоторые крестьяне, принадлежавшие Ноинскому, имели годовой оборот от торговли с/х продукцией свыше 10 000 руб. На протяжении тридцати лет Ноинский покупал и выкупал с публичных торгов земли и крестьян псковских помещиков. Самыми крупными его сделками были: покупка в 1840 году порховского имения ген.-майора В. В. Адодурова, в котором было, по 8-й ревизии — 1833 года, 3 886 крестьянских душ муж. пола, и Марковский винокуренный завод; покупка в Порховском уезде, незадолго до кончины, недвижимого имения скончавшегося ген.-майора Алексея Михайловича Жеребцова, в котором было, по 9-й ревизии — 1850 года, 2186 крестьянских душ муж. пола. По-видимому, последней его покупкой стало приобретение, за несколько дней до смерти, небольшого недвижимого имения коллежской асессорши Марии Васильевны Офросимовой, состоящего в Порховском уезде, в дер. Рытай. Обширные псковские владения, как земельные, лесные, луговые и пр. угодья, так и крепостных крестьян, Ноинский сдавал в аренду доверенным лицам для залога по питейным откупам и другим казённые подрядам и поставкам. На протяжении 1840-х — 1850-х годов он получал доход от содержателей питейных откупов в С.-Петербургской, Таврической, Херсонской и Харьковской губерниях, в г. Пятигорске Кавказской области. Под залог псковских поместий Ноинского было поставлено разными лицами обмундирования, снаряжения, амуниции и провианта, в том числе новой формы одежды для гвардии, по подрядам С.-Петербургской комиссариатской комиссии, на сумму до миллиона рублей ассигнациями, в пересчете с серебра.
В Аткарском уезде Саратовской губернии, по речке Алешиной, оврагам: Желанову, Сининскому и прочим урочищам, — ему принадлежала земля «удобная» 3412 десятин 1633 квадратных сажени, и «неудобная» 65 десятин 590 сажень. Эти земли Ноинский продал казне. Саратовская казённая палата в марте 1833 года, с публичного торга, сдавала бывшие угодья Ноинского в оброчное содержание.
В Новоузенском уезде Саратовской и Самарской губерний ему принадлежало 9000 десятин земельных угодий.  Земли в том уезде Ноинский получил от казны, выкупив от разных лиц их право на получение земельных наделов, высочайше пожалованных им за службу. В числе лиц, продавших Ноинскому право на выбор земельных участков в великороссийских губерниях, были И. И. Черницкий (2000 десятин), барон Эрнест Карлович Ренне 4-й (1500 десятин), М. М. Карниолин-Пинский (2000 десятин), А. Е. Мандерштерн (1500 десятин), М. Т. Зуйков (2000 десятин). Саратовско-самарские земли сдавались им в аренду, а после смерти Ноинского его наследники – сын и дочери, их продали. 
А. И. Ноинский принимал активное участие в становлении рынка страховых и транспортных услуг в Российской империи. Он состоял директором одного из первых акционерных обществ в России — «Общества первоначального страхового заведения транспортов», учреждённого в 1822 году как дочерней фирмы «Общества первоначального заведения дилижансов» — первой акционерной транспортной компании в России. О-во первоначального страхового заведения транспортов в 1820-х—1830-х годах вело деятельность в С.-Петербурге, Москве, Риге, Киеве, Харькове, Одессе, Казани и Тифлисе. Занималось предоставлением транспорта (дилижансов) для перевозки разных тяжелых и громоздких вещей и товаров, с предоставлением услуг их страхования. В 1830-х годах Ноинский состоял пайщиком одного из первых пароходных обществ. Вместе с братом — Антоном, был крупным вкладчиком Государственного коммерческого банка. 
С момента учреждения, на протяжении тринадцати лет — с 2 (14) июня 1835 по 10 (22) июня 1848 года, общими собраниями акционеров он единогласно избирался и переизбирался одним из постоянных директоров Второго российского страхового от огня общества. Вновь был переизбран директором и в собрании от 10 июня 1848.  Однако, по прошению, отказался от должности.  
В 1838 году Ноинский стал одним из учредителей «Третьего российского страхового от огня общества».  Устав общества был утверждён высочайшим указом от 16 (28) августа 1838 за № 40. Уставный капитал общества составлял 1 500 000 руб., разделенный на 10 000 акций. Как учредитель, Ноинский получал 400 акций общества. Одновременно с утверждением устава, общество со дня учреждения и до 27 июля (8 августа) 1847 года, т. е. по день окончания срока действия привилегий Первого и Второго страховых от огня обществ, получало исключительное право вести деятельность в Енисейской, Иркутской, Тобольской и Томской губерниях, Армянской, Бессарабской, Белостокской, Кавказской и Якутской областях, в Грузии, земле Войска Донского и  «вообще во всех местах Российской империи, не вошедших в привилегии помянутых двух обществ». В 1840 году учредители прекратили деятельность общества, а его исключительные привилегии были переданы Второму российскому страховому от огня обществу.
15 (27) ноября 1838 года Ноинский, вместе с несколькими компаньонами, учредил товарищество на паях под названием «С.-Петербургского общества производства стеариновых свечей», с капиталом в 300 000 руб., разделённый на 60 паев, по 5 000 руб. каждый. Устав общества утверждён высочайшим указом от 31 января (12 февраля) 1839 года. Срок действия товарищества уставом определялся в 10 лет. Товарищество открыло завод («химическую фабрику»), позднее получивший название «Невский стеариновый и мыловаренный завод», на котором в том же году началось производство стеариновых свечей, олеина и мыла, по технологии титулярного советника Константина Татаринова, одного из учредителей товарищества. На Всероссийской мануфактурной выставке 1843 года в Москве завод получил право изображать на своей продукции Герб Российской империи. Учреждение «С.-Петербургского общества производства стеариновых свечей» и открытие его химической фабрики считается датой рождения знаменитой косметической линии «Невская косметика», под названием которой позднее выпускалась продукция Невского стеаринового и мыловаренного завода, и под брендом которой выпускается продукция по настоящее время. Согласно представлению министра финансов от 3 (15) ноября 1849, «С.-Петербургское общество производства стеариновых свечей» прекратило своё существование по истечении срока, на которое учреждалось, о чём министр финансов доносил в Сенат «для зависящего распоряжения к обнародованию». К тому времени завод находился в собственности Ноинского и им сдавался в аренду. 
Химический завод Ноинского, «с паровой машиной», согласно объявлениям 1840-х — 1850-х годов, находился в деревне Емельяновке «близ взморья». По близости располагался знаменитый С.-Петербургский чугунолитейный, впоследствии — Кировский, завод. Здесь же находилась приморская дача А. И. Ноинского. В 1842 году Ноинский купил часть Гутуевского острова – участок земли «Нарвской части, 3-го квартала, вышедший из части Гунтуевского о-ва, на плане под литерой А», за 531 р. 25 к. серебром. На плане С.-Петербурга 1849 года в этой части Гутуевского о-ва показаны каменные корпуса и склады «Химического завода Ноинского», по соседству с ним, с одной стороны — «Химический завод Максимовича», с другой стороны — место «Дюваля и К°». С третьей стороны, по берегу Чёрной речки, находились «Гутуевский остров Берда», «Кожевенный завод Берда», «Верфь Берда», «Мучная мельница Берда», склады К. Н. Берда и др. его постройки. Осенью 1848 года соседний стеариновый завод, принадлежавший «Дювалю и К°», полностью сгорел в результате масштабного пожара. Пламя перекинулось и на завод Ноинского, в то время арендуемом иностранцем Вейцлером, и поскольку «на дворе завода загорелись уже сараи и конюшни, в смежности с которыми находилось деревянное здание, в коем устроена лаборатория с кислотами, а возле неё сарай с большим количеством серы, то были употреблены пожарными командами все меры к спасению сего завода. С лаборатории снята только часть крыши, и как она, так и кладовые, где было огромное количество кислот и других горючих материалов, отстояны совершенно; также отстояны принадлежащие стеариновому заводу здания, смежный с горевшим каменным заводом деревянный 2-этажный флигель и другие службы, а равно и находившийся в самом опасном положении мыльный завод Общества. В этом случае, и в особенности при спасении мыльного завода, весьма много содействовали сбежавшиеся на помощь рабочие люди с соседственных заводов, и с бронзовой фабрики Е. И. Высочества герцога Лейхтенбергского, состоящей в 4 квартале Нарвской части». Наследники Ноинского в 1855 году продали «химическую фабрику» в Емельяновке, земельные угодья в Новоузенском уезде и четыре дачи за Лесным институтом [по правую сторону Выборгского тракта, в 9 верстах от С.-Петербурга] по старой Парголовской дороге. Новыми владельцами химическое производство было перенесено в район Шлиссельбургского тракта, где в 1850-х годах построены новые корпуса Невского мыловаренного завода.  
Ещё раньше наследниками было продано племенное стадо овец испанской породы в 600 голов, разводившееся Ноинским в своём порховском имении, в сельце Крутец. Это была самая крупная овчарня тонкорунных овец в Псковской губернии, разводимая Ноинским в виде опытного овцеводства. 
Ноинский с семьей жил в собственном доме, по наб. р. Фонтанки, близ Египетского цепного моста и по соседству с Аудиторским департаментом Военного м-ва. На плане С.-Петербурга 1849 года домовладение Ноинского состоит из 3-этажного деревянного, на каменном фундаменте и первых этажах, и 2-этажного деревянного, двух домов, под единым № 130, в 5-м квартале, 4-й Адмиралтейской части. После его смерти домовладелицей стала, по полюбовному разделу имущества между наследниками, незамужняя дочь — Надежда, впоследствии баронесса Клейст. Ноинские владели домом до большевистского переворота 1917 года. С перестройками дом сохранился до наших дней, ныне – наб. р. Фонтанки, д. № 155, памятник градостроительства и архитектуры «Особняк Ноинских». По другим сведениям, в том же – 1849, Ноинский был владельцем второго каменного дома, 2-го квартала, 4-й Адмиралтейской части, под №№ по табелям: 1822 года 451-м, а 1846 - 512-м и 554-м. В сентябре 1848 года Ноинский купил, за 11 000 руб. серебром, «загородную приморскую дачу, со всем при ней строением, и землей, состоящую в С.-Петербургской губернии и уезде, по проспекту на Петергофскую дорогу, на 8-й версте, в коей земли всего 4 десятины 912 кв. сажени». Продавцом был гессенский подданный Георг-Вильгельм Николаевич Мюллер. Здесь же — в С.-Петербургской губернии и уезде, 1-го стана, от С.-Петербурга на 8-й версте, возле деревни Емельяновки, при судоходной речке Чёрной и вблизи Петергофского шоссе, находилось недвижимое имение семьи управляющего его химическим заводом — чиновника канцелярии Аудиторского д-та, титулярного советника  Г. Б. Вейцлера. В июле 1856 дача Вейцлера была продана с публичного торга в Присутствии С.-Петербургского губернского правления. 

## Родственные связи
- Брат[73] ― Антон Иванович Ноинский (?—1846), надворный советник: с 1808 — исправник Дрогичинского земского суда Белостокской области; впоследствии советник, заседатель от правительства, затем товарищ председателя Белостокской и Ковенской палаты уголовного суда. Кавалер: Св. Станислав 3 и 2 ст.; Св. Владимир 4 ст.; Св. Анна 3 ст.; З. о. беспорочной службы «XXX» лет. Дрогичинский и белостокский домовладелец: в Дрогичине за ним деревянный дом; в Белостоке за ним (с супругой) 1-этажный каменный дом, по купчей от 9.06.1834, от действительной статской советницы Анны Николаевны Аршеневской, писанной в Белостокской палате гражданского суда, благоприобретенный за 10 000 руб. ассигнациями[74]. Жена – Прасковья. Их дети:
- Захар (1822—1885) — и. д. члена хозяйственного комитета дома Военного м-ва, помощник экзекутора, заведующий казначейской частью и архивом канцелярии Военного м-ва, действительный статский советник (31.10.1882). Окончил курс С.-Петербургского у-та со званием действительного студента. Службу начал в сентябре 1839 чиновником департамента хозяйственных и счётных дел М-ва иностранных дел;  с 5 октября 1839, по званию действительного студента, утверждён в чине губернского секретаря; с 21 декабря 1841 — мл. помощник столоначальника; с 22 сентября 1846 — титулярный советник. По протекции дяди, тайного советника Адама Ивановича Ноинского, в июне 1848 переведён в канцелярию Военного министерства, где и служил до своей отставки в 1882 году. Жена — Анна Сергеевна Ноинская (1861—1942), вдова племянника — майора Антона Михайловича Ноинского, в третьем браке — жена надворного советника, инженер-технолога Алоизия Гелиодора Эйсмонта; видная общественная деятельница начала XX в. в С.-Петербурге.
- Михаил (1821 или 1823—1873) — юрист, статский советник. Службу начал в 1836 по ведомству М-ва юстиции, канцеляристом Белостокской уголовной палаты. Образование — губернская гимназия и неполный курс юридического ф-та С.-Петербургского у-та. Коллежский регистратор (на 1.08.1841), губернский секретарь (на 6.02.1846), коллежский секретарь (на 30.06.1852), коллежский асессор (7.10.1856), надворный советник (7.10.1860), коллежский советник (7.10.1864), статский советник (24.01.1869), товарищ председателя Оренбургской судебной палаты[75]. Помещик благоприобретённого имения — фольварка Радейки, Вилькомирского уезда, Ковенской губернии[76]. Дрогичинский[77] и белостокский[78] домовладелец. Затем служил, по ведомству М-ва юстиции, херсонским и рязанским губернским казённых дел стряпчим, состоял причисленным к Департаменту М-ва юстиции, командировался и. д. рязанского губернского прокурора. Был женат дважды (?), во втором (?) браке жена —  Жозефина Викентьевна. Сыновья: Антон, Адам, Эдуард, Петр, Павел, Владимир, — племянники З. А. Ноинского.